# 波氏金蝉蛛
波氏金蝉蛛（学名：Phintella popovi）为跳蛛科金蝉蛛属的动物。

## 分佈
分布于独联体以及中国大陆的辽宁、吉林、北京等地。
该物种的模式产地在独联体。

## 外部連結
- 維基物種上的相關：波氏金蝉蛛